# باب واندر (ارغيوة)
باب واندر هو دُوَّار يقع بجماعة ارغيوة، إقليم تاونات، جهة فاس مكناس في المملكة المغربية. ينتمي الدوّار لمشيخة ارغيوة التي تضم 8 دواوير. يقدر عدد سكانه بـ 925 نسمة حسب الإحصاء الرسمي للسكان والسكنى لسنة 2004.

## روابط خارجية
- البوابة الوطنية للجماعات الترابية
- المندوبية السامية للتخطيط